# Herpele squalostoma
Herpele squalostoma är en groddjursart som först beskrevs av Samuel Stutchbury 1836.  Herpele squalostoma ingår i släktet Herpele och familjen Caeciliidae. IUCN kategoriserar arten globalt som livskraftig. Inga underarter finns listade i Catalogue of Life.